# Route nationale 58
La route nationale 58 (RN 58 o N 58) è una strada nazionale francese che parte da La Moncelle e termina a Villers-Cernay.

## Percorso
La N58 in origine coincideva con una strada completamente diversa, che partiva dalla N57 presso Pont-à-Mousson e, attraverso il Parco Naturale Regionale della Lorena, conduceva verso sud-ovest. Passava la Mosa a Commercy e, dopo 58 km, si concludeva a Saux-en-Barrois, ora nel comune di Saulvaux, innestandosi sulla N4. Venne declassata a D958.
Quella attuale, inserita nella strada europea E46, parte dalla N43 ad est di Sedan e viaggia verso nord, poi verso nord-est, per terminare al confine col Belgio in direzione di Bouillon.